# Sainte-Marie-d’Alloix
Sainte-Marie-d’Alloix település Franciaországban, Isère megyében. Lakosainak száma 484 fő (2022. január 1.). Sainte-Marie-d’Alloix La Buissière, Le Cheylas, La Flachère és Saint-Vincent-de-Mercuze községekkel határos.

## Népesség
A település népessége az elmúlt években az alábbi módon változott:
| Lakosok száma | 186  | 308  | 413  | 568  | 489  | 482  | 478  | 479  | 481  | 484  |
|               | 1968 | 1982 | 1990 | 2006 | 2013 | 2015 | 2017 | 2019 | 2020 | 2022 |